# Arcuphantes
Arcuphantes es un género de arañas araneomorfas de la familia Linyphiidae. Se encuentra en el Este de Asia y Norteamérica.

## Lista de especies
Según The World Spider Catalog 12.0:
- Arcuphantes arcuatulus (Roewer, 1942)
- Arcuphantes ashifuensis (Oi, 1960)
- Arcuphantes awanus Ono & Saito, 2001
- Arcuphantes cavaticus Chamberlin & Ivie, 1943
- Arcuphantes chikunii Oi, 1979
- Arcuphantes chinensis Tanasevitch, 2006
- Arcuphantes concheus Ono & Saito, 2001
- Arcuphantes decoratus Chamberlin & Ivie, 1943
- Arcuphantes delicatus (Chikuni, 1955)
- Arcuphantes digitatus Saito, 1992
- Arcuphantes dubiosus Heimer, 1987
- Arcuphantes elephantis Ono & Saito, 2001
- Arcuphantes ephippiatus Paik, 1985
- Arcuphantes fragilis Chamberlin & Ivie, 1943
- Arcuphantes fujiensis Yaginuma, 1972
- Arcuphantes hamadai Oi, 1979
- Arcuphantes hastatus Ono & Saito, 2001
- Arcuphantes hikosanensis Saito, 1992
- Arcuphantes hokkaidanus Saito, 1992
- Arcuphantes iriei Saito, 1992
- Arcuphantes juwangensis Seo, 2006
- Arcuphantes keumsanensis Paik & Seo, 1984
- Arcuphantes kobayashii Oi, 1979
- Arcuphantes longissimus Saito, 1992
- Arcuphantes maritimus Tanasevitch, 2010
- Arcuphantes namhaensis Seo, 2006
- Arcuphantes orbiculatus Saito, 1992
- Arcuphantes osugiensis (Oi, 1960)
- Arcuphantes paiki Saito, 1992
- Arcuphantes pennatus Paik, 1983
- Arcuphantes pictilis Chamberlin & Ivie, 1943
- Arcuphantes potteri Chamberlin & Ivie, 1943
- Arcuphantes pulchellus Paik, 1978
- Arcuphantes rostratus Ono & Saito, 2001
- Arcuphantes saragaminensis Ono & Saito, 2001
- Arcuphantes scitulus Paik, 1974
- Arcuphantes sylvaticus Chamberlin & Ivie, 1943
- Arcuphantes tamaensis (Oi, 1960)
- Arcuphantes troglodytarum (Oi, 1960)
- Arcuphantes tsushimanus Ono & Saito, 2001
- Arcuphantes uenoi Saito, 1992
- Arcuphantes yamakawai (Oi, 1960)